# 黃昊昀
黃昊昀（1983年9月20日—），台灣男子空手道選手。2009年高雄世運在空手道80公斤以下級中代表中華臺北獲得金牌。